# .cs (domaine internet)
Pour les articles homonymes, voir CS.
.cs fut le domaine de premier niveau national réservé à la Tchécoslovaquie, pays aujourd'hui disparu à la suite de sa partition en deux États distincts : la République tchèque, qui s'est vu attribuer .cz, et la Slovaquie, qui s'est vu attribuer .sk.
Il avait été prévu d'attribuer ce code à l'État de Serbie-et-Monténégro, mais celui-ci a continué jusqu'à sa disparition à utiliser .yu.